# Robertsonia hamata
Robertsonia hamata är en kräftdjursart som beskrevs av Willey 1931. Robertsonia hamata ingår i släktet Robertsonia och familjen Diosaccidae. Inga underarter finns listade i Catalogue of Life.